# اس‌اس پن-پنسیلوانیا
اس‌اس پن-پنسیلوانیا (به انگلیسی: SS Pan-Pennsylvania) یک زیردریایی بود که طول آن ۵۱۵ فوت ۱۱ اینچ (۱۵۷٫۲۵ متر) بود. این زیردریایی در سال ۱۹۴۳ ساخته شد.